# Eccica-Suarella
Eccica-Suarella är en kommun i departementet Corse-du-Sud på ön Korsika i Frankrike. Kommunen ligger  i kantonen Bastelica som tillhör arrondissementet Ajaccio. År 2022 hade Eccica-Suarella 1 369 invånare.

## Befolkningsutveckling
Antalet invånare i kommunen Eccica-Suarella
Referens:INSEE